# High Park

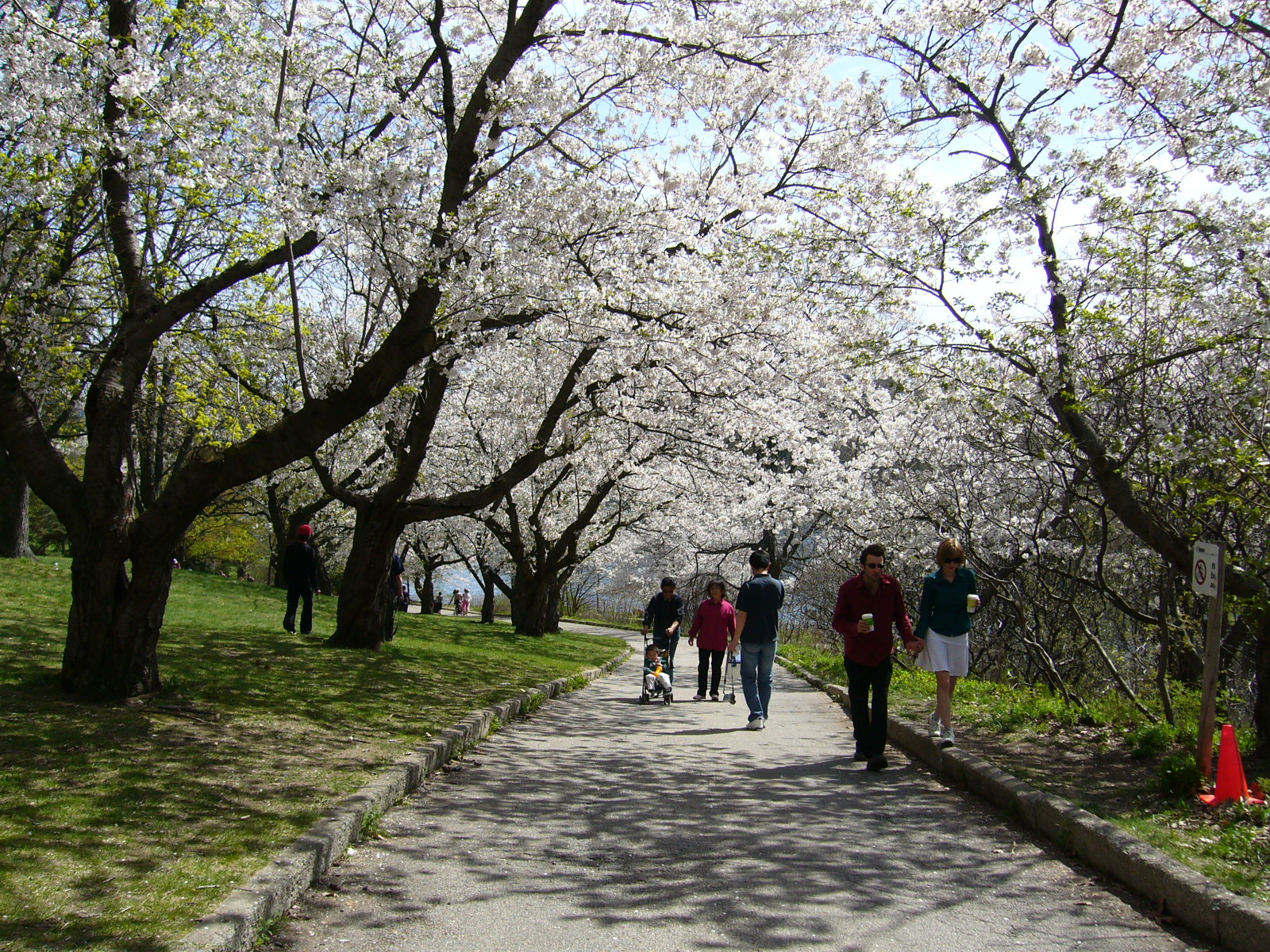
High Park

High Park największy park w Toronto, Ontario, Kanadzie zajmujący 161 hektarów (398 akrów, 1,61 km²). Od południa rozciąga się od Bloor Street West, na zachód od Parkside Drive, a na wschód od Ellis Park Road i Grenadier Pond. W swoim południowym krańcu park oddzielony jest od Lake Ontario przez Lake Shore Boulevard West, Gardiner Expressway, linie kolejowe Canadian National i The Queensway.